# L'Indipendente (Milano)
L'Indipendente è stato un quotidiano italiano a diffusione nazionale nato a Milano, pubblicato dal 14 novembre 1991 al 16 novembre 1994, poi dal 6 aprile 1995 al 16 giugno 1996 e infine dal 2004 al dicembre del 2007.

## Storia

### La nascita
L'Indipendente fu fondato a Milano da un vasto gruppo di investitori (Moratti, Falck, Raul Gardini, Rivetti, Melzi d'Eril, Danieli) riuniti da Guido Roberto Vitale di Banca Euromobiliare nella «Editoriale L'Indipendente». Il piano editoriale fu redatto da Ricardo Franco Levi; giornalista economico, Levi assunse la carica di direttore responsabile, con vice Nino Milazzo, ex vicedirettore vicario del Corriere della Sera. Il primo numero uscì il 14 novembre 1991.
L'idea era quella di realizzare un quotidiano «all'inglese», ancora non presente sul mercato italiano, che effettuasse una rigorosa selezione gerarchica delle notizie: L'Indipendente non riportava alcun fatto di cronaca in prima pagina.

### La direzione Feltri
La formula non incontrò il favore del pubblico: dopo pochi mesi le vendite erano già scese sotto le 20.000 copie. Nel febbraio 1992 si verificò il primo cambiamento di rotta: la direzione passò a Vittorio Feltri (proveniente da L'Europeo). Inizialmente Feltri non ebbe il sostegno della proprietà: la maggior parte dei soci infatti decise di abbandonare l'impresa, ritenendola non redditizia. Andrea Zanussi riunì i pochi soci rimasti, con i quali fondò una nuova società editoriale, la Finindi Srl, che proseguì le pubblicazioni del quotidiano.
Feltri rivoluzionò l'impostazione del giornale e, cavalcando la protesta del periodo di Tangentopoli, ottenne un ampio riscontro di vendite, portando L'Indipendente da 19.500 a 120.000 copie. La linea editoriale del giornale fu filoleghista ed a sostegno dei pool di Milano e Palermo («Al posto di Sergio Moroni mi sarei suicidato due volte», scrisse Feltri nel settembre 1992), tanto da chiamare Bettino Craxi «Cinghialone».
I suoi successi richiamarono l'attenzione della grande stampa nazionale: più volte, nel corso del 1993, il nome del direttore dell'Indipendente fu accostato alla direzione del Giornale in sostituzione di Indro Montanelli, ma lui smentì sempre (l'ultima volta fu a dicembre), fino a quando nel gennaio 1994 Vittorio Feltri, nonostante avesse appena sottoscritto un nuovo impegno che lo legava alla Finindi per altri cinque anni, annunciò il suo passaggio al Giornale.
Da quel momento L'Indipendente cominciò a perdere copie inesorabilmente. Feltri, prima di andare via, designò nuovo direttore Pialuisa Bianco, capo della redazione romana, alla sua prima direzione, che non riuscì a risollevarlo. Siccome la testata rischiava di chiudere, venne tentato il tutto per tutto chiamando alla direzione editoriale il popolare conduttore televisivo Gianfranco Funari, affiancato da Luigi Bacialli come direttore responsabile. 

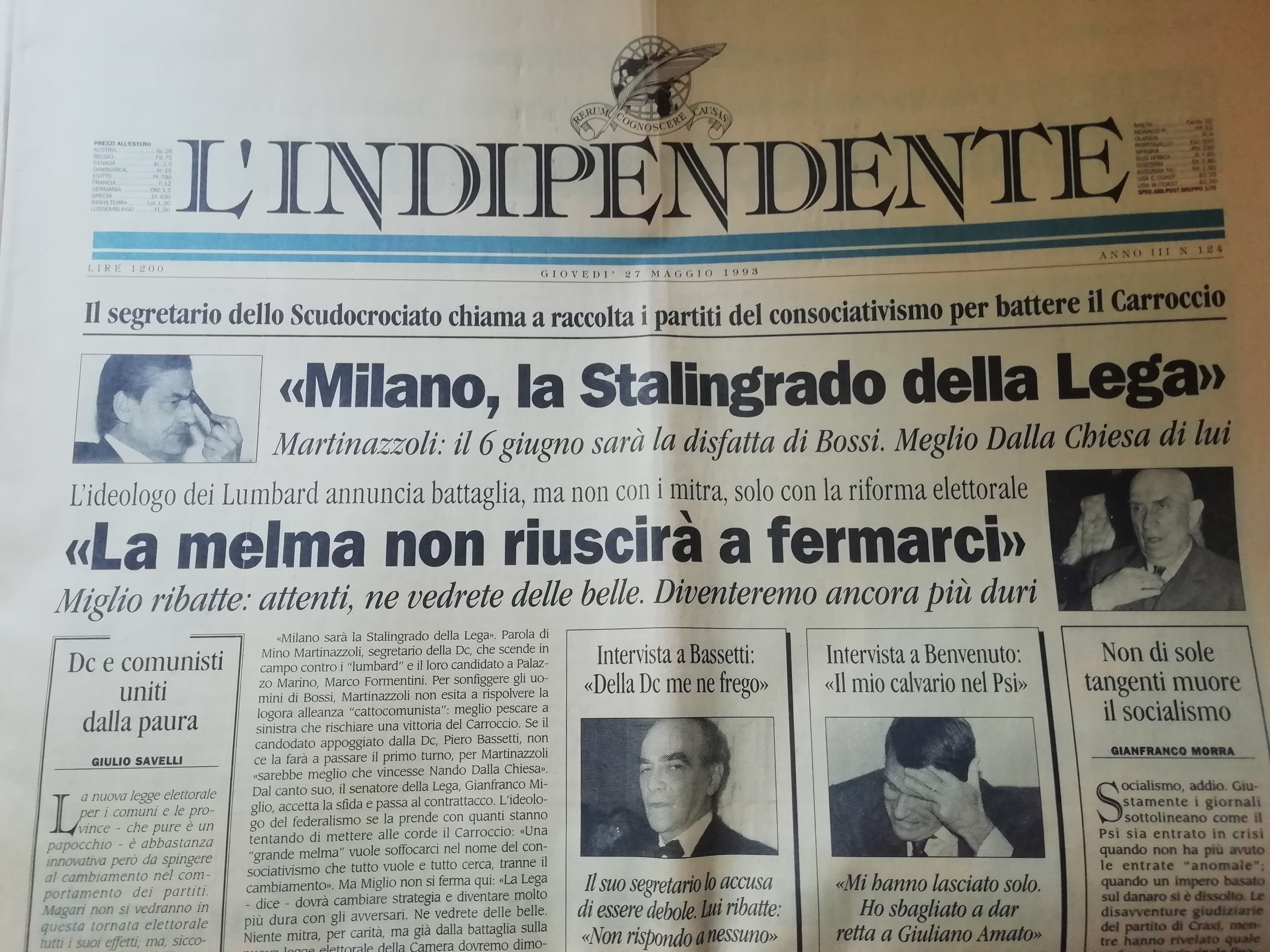
Prima pagina del 27 maggio 1993

Nel 1994 L'Indipendente cessò le pubblicazioni con contemporanea richiesta da parte dell'Editoriale l'Indipendente di accedere ai benefici del concordato preventivo garantito dall'affitto della testata e dei macchinari a Newco Srl, società della Lega Nord.

### La direzione Vimercati
Il 6 aprile 1995 L'Indipendente tornava in edicola sotto la direzione di Daniele Vimercati, vicedirettore Michele Sarcina – ex vice di Montanelli sia al Giornale che alla Voce – caporedattore centrale Gianluca Marchi e collaboratori di prestigio Massimo Fini (presente fin dal 1992) e Marco Travaglio. Nell'azionariato della società editrice del quotidiano figurava Davide Caparini, presidente della Nuova Editoriale S.p.A., società della Lega Nord. L'Indipendente rimaneva comunque un giornale di area: Daniele Vimercati non volle fare un giornale ufficialmente di partito.
L'operazione Indipendente si presentò da subito molto onerosa a causa di un accordo sindacale con la Federazione Nazionale Stampa Italiana che costrinse la nuova compagine ad assumere almeno 45 giornalisti degli oltre 70 che facevano parte del corpo redazionale della precedente gestione, all'epoca in cassa integrazione. Il numero di copie necessario al pareggio di bilancio era calcolato in 50.000. Passata la fiammata iniziale, il quotidiano si assestò intorno alle 30.000 copie. Daniele Vimercati si rifiutò di trasformare L'Indipendente nel giornale ufficiale della Lega Nord, il che avrebbe consentito di percepire i contributi pubblici. Accettò che la testata venisse affittata a una cooperativa, il che avrebbe consentito di ottenere finanziamenti dallo Stato (anche se in misura minore), ma tenne il quotidiano fuori dall'orbita diretta del movimento di Umberto Bossi.
All'inizio del 1996 la testata fu conferita a Mediatel, una cooperativa controllata da un editore romano di periodici musicali, mentre i giornalisti rimasero in carico alla Nuova Editoriale. A fine febbraio Vimercati decise di dimettersi. Con lui se ne andò anche il vice Sarcina; Gianluca Marchi diventò caporedattore responsabile, una sorta di direttore provvisorio in attesa della scelta definitiva. A fine marzo fu nominato direttore dell'L'Indipendente Lucio Lami, inviato esteri del Giornale di Montanelli. La convivenza fra il nuovo assetto e i giornalisti dipendenti della Nuova Editoriale durò pochissimo e L'Indipendente sopravvisse solo fino a luglio.

### Cronache de L'Indipendente
La testata rinacque nel 1997 sotto la direzione di Gianluigi Da Rold prima e di Diego Landi poi. 
La proprietà del giornale passò in seguito a un gruppo di soci, tra cui Italo Bocchino, deputato di Alleanza Nazionale (presidente), Francesco Casoli e Lucio Garbo. Ne seguì il trasferimento della sede da Milano a Roma. Il quotidiano tornò in edicola nel 2004 con una nuova testata Cronache de L'Indipendente e una foliazione ridotta a quattro pagine. Il direttore era Giordano Bruno Guerri, con la collaborazione di sei redattori, più un vicedirettore (Luciano Lanna, che poco dopo la ripresa delle pubblicazioni torna al Secolo d'Italia come condirettore lasciando vacante il posto di vice per il resto della direzione di Guerri); tra le firme vi erano Paolo Villaggio, Folco Quilici, Ida Magli, Roberto D'Agostino (con una rubrica quotidiana di indiscrezioni politiche chiamata Dagospia come il suo sito), Pierluigi Diaco, Sergio Luciano, Italo Cucci, Giuseppe Conte, Gennaro Malgieri, Antonio Pennacchi, Sergio Soave, Vittorio Sgarbi, Corrado Maria Daclon, Diego Gabutti, Alberto Mingardi, Claudio Risé, Alessandro Campi.
Per volere di Giordano Bruno Guerri l'edizione domenicale, realizzata dall'agenzia Vespina di Giorgio Dell'Arti, è completamente dedicata alla storia e ha come testata L'Indipendente della Storia. In alcune regioni questa è venduta in abbinamento a prezzo speciale con il quotidiano il Giornale. Con l'arrivo di Gennaro Malgieri come direttore, il domenicale si trasforma in edizione culturale dal nome L'Indipendente delle Idee.
L'ultimo rilancio venne effettuato il 3 ottobre 2006 con l'arrivo dell'ex inviato di Panorama, Antonio Galdo. Galdo fu l'ultimo direttore de L'Indipendente, sotto la cui direzione l'edizione della domenica diventò quella del lunedì, mantenendo intatta la testata di L'Indipendente delle Idee.

### La trasformazione
A fine ottobre 2007 il quotidiano fu rilevato dalla società Occidente S.p.A., controllata dalla Fondazione Liberal, presieduta dal parlamentare Ferdinando Adornato. La testata fu assorbita da Liberal, il settimanale della Fondazione, dando vita al nuovo quotidiano Cronache di Liberal. Le pubblicazioni de L'Indipendente cessarono a metà dicembre del 2007 e la redazione passò in blocco alla nuova testata.

## Direttori
- Ricardo Franco Levi (14 novembre 1991 - 14 febbraio 1992)
- Vittorio Feltri (15 febbraio 1992 - 19 gennaio 1994)
  - Antonio Belotti, caporedattore responsabile (20-24 gennaio 1994)
- Pialuisa Bianco (25 gennaio - 6 luglio 1994)
- Luigi Bacialli (7 luglio - 15 novembre 1994)
  - Gianfranco Funari, direttore editoriale

Sospensione delle pubblicazioni: 16 novembre 1994 - 5 aprile 1995
- Daniele Vimercati (6 aprile 1995 - 26 febbraio 1996)
  - Michele Sarcina, vicedirettore respondabile (27-28 febbraio 1996)
  - Luca Marchi, caporedattore responsabile (29 febbraio-23 marzo 1996)
- Lucio Lami (27 marzo - 17 giugno 1996)

Sospensione delle pubblicazioni: 18 giugno 1996 - 2 giugno 1997
- Gianluigi Da Rold (3 giugno - 8 ottobre 1997)
- Diego Landi (9 ottobre 1997 - 20 luglio 1998)

Chiusura delle pubblicazioni per fallimento della società editrice.

Ritorno in edicola con la testata «Cronache de L'Indipendente»
- Giordano Bruno Guerri (1º aprile 2004 - 7 febbraio 2005)
- Gennaro Malgieri (8 febbraio 2005 - 28 febbraio 2006)
  - Francesco Insardà, caporedattore responsabile (1º marzo-2 ottobre 2006)
- Antonio Galdo (dal 5 ottobre 2006 all'8 dicembre 2007)

La testata viene rilevata dalla Fondazione Liberal di Ferdinando Adornato.

La nuova proprietà pubblica il quotidiano «Cronache di Liberal».